# Alchemilla obesa
Alchemilla obesa é uma espécie de rosácea do gênero Alchemilla, pertencente à família Rosaceae.